# Louis-Joseph Duhamel
Pour les articles homonymes, voir Duhamel.
Louis-Joseph Duhamel, aussi écrit du Hamel, né le 8 août 1777 à Bordeaux et mort le 11 février 1859, à Paris est un haut fonctionnaire et homme politique français.

## Biographie
Louis-Joseph Duhamel est nommé maître des cérémonies de la maison de l'Empereur le 19 mars 1810, puis sous-préfet de Toulon en avril 1812.
En août 1813, il prend ses fonctions de préfet des Pyrénées-Orientales à Perpignan. La situation dans ce département voisin de l'Espagne est très difficile : la Guerre d'Espagne fait rage et a des répercussions locales. La conscription mise en place pour renforcer la Grande Armée est très impopulaire, de très nombreux catalans tentent de s'y soustraire, souvent avec l'aide de leurs voisins, famille ou amis. Duhamel tente d'appliquer les lois à ce sujet — qui punissent les complices comme les conscrits récalcitrants — sans grand succès. Début 1814, un important effort de guerre est demandé à la population, qui s'y oppose. Duhamel envoie des soldats procéder à des réquisitions chez les réfractaires. Dès la chute de l'Empereur, le préfet Duhamel change de politique avec celle du nouveau gouvernement et reste préfet sous Louis XVIII. Pendant les Cent-Jours toutefois, il refuse de se rallier au retour de Bonaparte. Le 5 avril 1815, il n'est plus préfet des Pyrenées-Orientales. 
Louis-Joseph Duhamel est nommé par l'administration de Louis XVIII le 14 juillet 1815 préfet de la Dordogne et le 8 décembre 1815 préfet de la Vienne, poste qu'il quitte le 9 janvier 1816 pour entrer en politique. En novembre 1820, il devient député de la Gironde et le reste jusqu'en 1824. Il est conseiller d'État de 1822 à 1830.
Louis-Joseph Duhamel est le père de Victor Auguste du Hamel, préfet et député.

## Distinctions
- Chevalier de la Légion d'honneur en 1813.
- Officier de la Légion d'honneur en 1829[3].
- Chevalier de l'ordre de la Couronne de fer (Autriche)
- Commandeur de l'ordre de Charles III d'Espagne
- Nommé Baron le 30 janvier 1831